# Lapeirousia oreogena
Lapeirousia oreogena är en irisväxtart som beskrevs av Rudolf Schlechter och Peter Goldblatt. Lapeirousia oreogena ingår i släktet Lapeirousia och familjen irisväxter. Inga underarter finns listade i Catalogue of Life.